# Сан-Антоніо
Сан-Антоніо (англ. San Antonio) — місто (англ. city) в США, адміністративний центр округу Беар, Медина і Комал у центральній частині штату Техас. Населення — 1 434 625 осіб (2020). Є 2-м за чисельністю містом Техасу і 7-м у США
Центр промисловості і туризму. У Сан-Антоніо знаходиться фортеця Аламо — символ отримання незалежності Техасу. Популярне місце відпочинку у туристів, три мільйони яких щорічно прибуває в місто — набережна Сан-Антоніо, розташована на однойменній річці Сан-Антоніо.
Місто було названо на честь святого Антонія, день пам'яті якого відзначається 13 червня: у цей день іспанська експедиція висадилася на територію сучасного Сан-Антоніо в 1691 році.
Місто є одним з центрів культури теджано і одним з популярних напрямків туризм а в Техасі.
Серед визначних пам'яток можна виділити фортецю Аламо, Набережну Сан-Антоніо, Річковий театр Арнесон, музей-виставка Ля Вілліта, Оглядова Башта Півкуль, Башта Життя.

## Географія
Сан-Антоніо розташований за координатами 29°28′21″ пн. ш. 98°31′31″ зх. д. / 29.47250° пн. ш. 98.52528° зх. д. (29.472403, -98.525142). За даними Бюро перепису населення США в 2010 році місто мало площу 1208,78 км², з яких 1193,81 км² — суходіл та 14,97 км² — водойми.

### Клімат

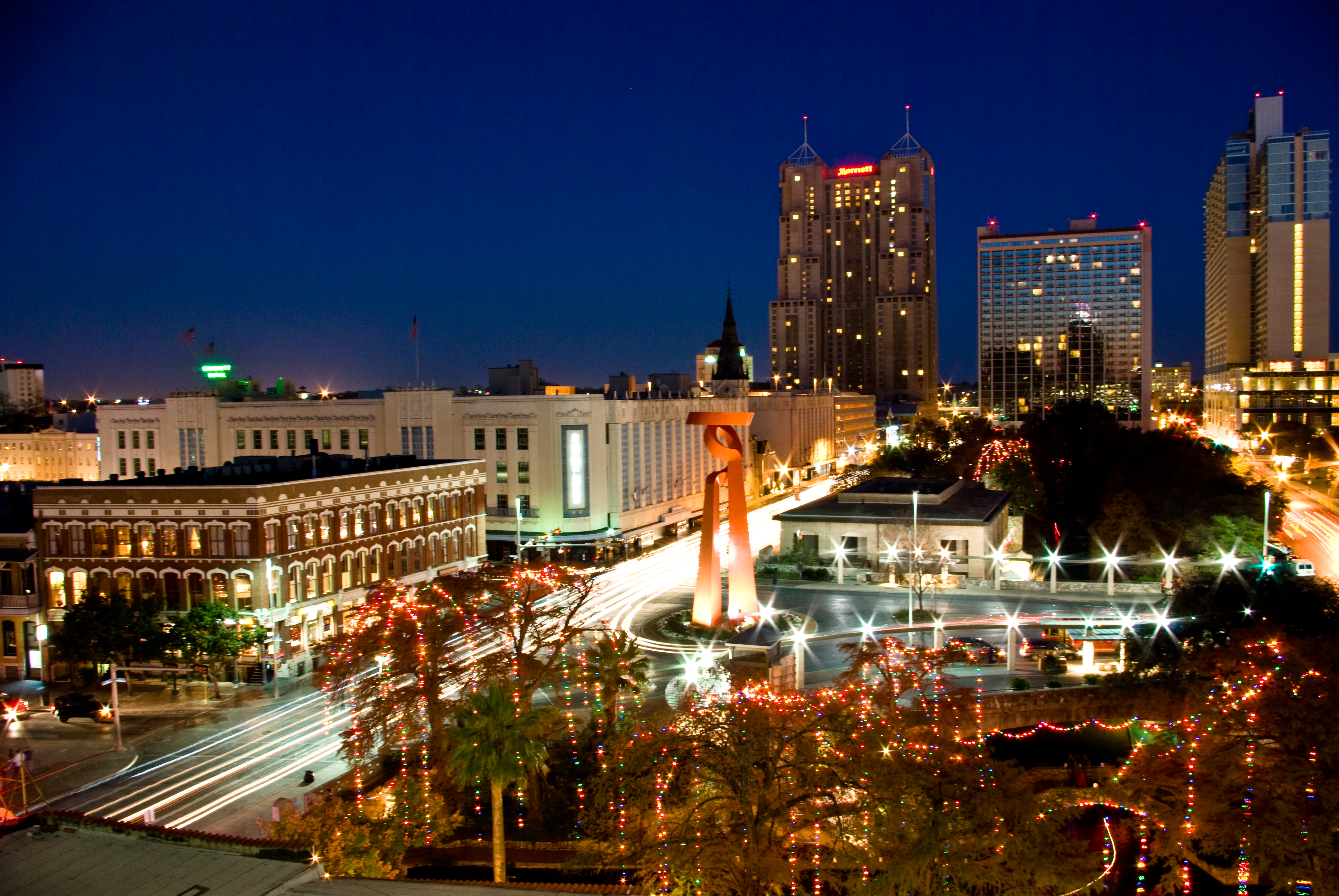
Різдво в Сан-Антоніо

Клімат почергово змінюється від сухого до вологого, в залежності від пануючих в регіоні вітрів, погода влітку спекотна і суха, досить волога і тепла навесні і восени.
Щорічно на Сан-Антоніо припадає близько десятка ночей з температурою нижче нуля (проте бували й випадки коли за два роки температура падала нижче нуля лише один раз)
Липень і серпень, в середньому, найспекотніші місяці. Середня температура влітку сягає 35 °C. 5 вересня 2000 року тут був зафіксований температурний рекорд 43,8 °C.
Найхолодніший місяць — січень. Абсолютний мінімум був зафіксований 31 січня 1949 року і склав −17,7 °C.
| Клімат Сан-Антоніо                                                            | Клімат Сан-Антоніо | Клімат Сан-Антоніо | Клімат Сан-Антоніо | Клімат Сан-Антоніо | Клімат Сан-Антоніо | Клімат Сан-Антоніо | Клімат Сан-Антоніо | Клімат Сан-Антоніо | Клімат Сан-Антоніо | Клімат Сан-Антоніо | Клімат Сан-Антоніо | Клімат Сан-Антоніо | Клімат Сан-Антоніо |
| Показник                                                                      | Січ.               | Лют.               | Бер.               | Квіт.              | Трав.              | Черв.              | Лип.               | Серп.              | Вер.               | Жовт.              | Лист.              | Груд.              | Рік                |
| Абсолютний максимум, °C                                                       | 31,7               | 37,8               | 37,8               | 38,3               | 39,4               | 41,7               | 41,1               | 42,2               | 43,9               | 37,2               | 34,4               | 32,3               | 43,9               |
| Середній максимум, °C                                                         | 16,7               | 19,5               | 23,5               | 26,9               | 30,0               | 33,0               | 34,8               | 34,8               | 32,2               | 27,8               | 21,9               | 17,8               | 26,56              |
| Середня температура, °C                                                       | 10,2               | 12,6               | 16,7               | 20,4               | 24,3               | 27,5               | 29,1               | 29,0               | 26,3               | 21,5               | 11,6               | 11,3               | 20,37              |
| Середній мінімум, °C                                                          | 3,7                | 5,8                | 9,9                | 13,8               | 18,6               | 22,0               | 23,3               | 23,1               | 20,4               | 15,2               | 9,2                | 4,9                | 14,17              |
| Абсолютний мінімум, °C                                                        | −17,8              | −15,6              | −7,2               | −0,6               | 6,1                | 8,9                | 15,6               | 13,9               | 7,8                | −2,8               | −6,1               | −14,4              | −17,8              |
| Норма опадів, мм                                                              | 42.2               | 44.4               | 48.0               | 66.0               | 119.9              | 109.2              | 51.6               | 65.3               | 76.2               | 98.0               | 65.5               | 49.8               | 836.2              |
| ----------------------------------------------------------------------------- | ------------------ | ------------------ | ------------------ | ------------------ | ------------------ | ------------------ | ------------------ | ------------------ | ------------------ | ------------------ | ------------------ | ------------------ | ------------------ |
| Джерело: НАОА англ. NOAA, The Weather Channel (records), HKO (sun, 1961—1990) |                    |                    |                    |                    |                    |                    |                    |                    |                    |                    |                    |                    |                    |

## Демографія

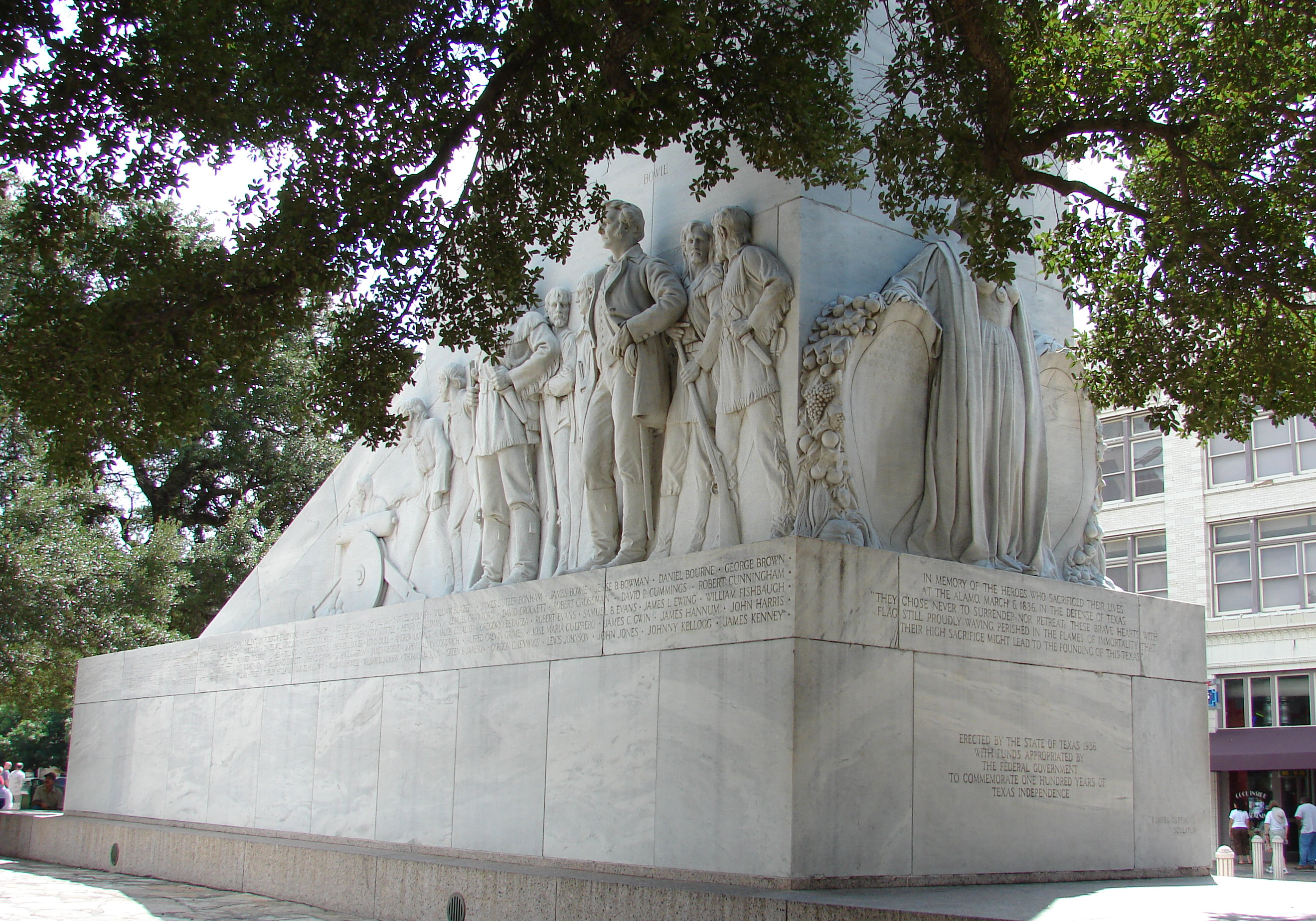
Меморіал захисників фортеці Аламо

Згідно з переписом 2010 року, у місті мешкало 1 327 407 осіб у 479 642 домогосподарствах у складі 318 043 родин. Густота населення становила 1098 осіб/км². Було 524246 помешкань (434/км²).
Расовий склад населення:
| - 72,6 % — білих - 6,9 % — чорних або афроамериканців - 2,4 % — азіатів - 0,9 % — корінних американців - 0,1 % — вихідців з тихоокеанських островів - 13,7 % — осіб інших рас |

До двох чи більше рас належало 3,4 %. Частка іспаномовних становила 63,2 % від усіх жителів.
За віковим діапазоном населення розподілялося таким чином: 26,8 % — особи молодші 18 років, 62,8 % — особи у віці 18—64 років, 10,4 % — особи у віці 65 років та старші. Медіана віку мешканця становила 32,7 року. На 100 осіб жіночої статі у місті припадало 95,3 чоловіків; на 100 жінок у віці від 18 років та старших — 92,3 чоловіків також старших 18 років.
Середній дохід на одне домашнє господарство становив 62 618 доларів США (медіана — 46 744), а середній дохід на одну сім'ю — 71 085 доларів (медіана — 54 005). Медіана доходів становила 39 360 доларів для чоловіків та 33 452 долари для жінок. За межею бідності перебувало 19,8 % осіб, у тому числі 28,8 % дітей у віці до 18 років та 12,5 % осіб у віці 65 років та старших.
Цивільне працевлаштоване населення становило 637 986 осіб. Основні галузі зайнятості: освіта, охорона здоров'я та соціальна допомога — 23,1 %, роздрібна торгівля — 12,0 %, мистецтво, розваги та відпочинок — 11,9 %.
Сан-Антоніо — адміністративний центр округу Беар. Сан-Антоніо є 2-м за чисельністю містом Техасу і 7-м у США (понад 1,3 млн осіб за даними на 2010 рік). Центр промисловості і туризму. У Сан-Антоніо знаходиться фортеця Аламо — символ отримання незалежності Техасу. Популярне місце відпочинку у туристів, три мільйони яких щорічно прибуває в місто — набережна Сан-Антоніо, розташована на однойменній річці Сан-Антоніо.

## Спорт
| вид спорту | ліга | клуб                      | рік заснування | стадіон                                    | кількість перемог | роки                                                             |
| ---------- | ---- | ------------------------- | -------------- | ------------------------------------------ | ----------------- | ---------------------------------------------------------------- |
| баскетбол  | НБА  | Сан-Антоніо Сперс         | 1967           | AT&T Center                                | 4                 | 1999, 2002-03, 2004-05, 2006-07                                  |
| баскетбол  | ЖНБА | Сан-Антоніо Сільвер Старз | 1997           | AT&T Center                                | 0                 |                                                                  |
| хокей      | АХЛ  | Сан-Антоніо Ремпейдж      | 2002           | AT&T Center                                | 0                 |                                                                  |
| бейсбол    | ТЛ   | Сан-Антоніо Мішнз         | 1868           | Муніципальний стадіон імені Нельсона Волфа | 11                | 1897, 1903, 1908, 1933, 1950, 1961, 1964, 1997, 2002, 2003, 2007 |
| футбол     | ПАФЛ | Сан-Антоніо Скорпіонс     | 2010           | Хіроуз стедіум                             | 0                 |                                                                  |

Сан-Антоніо має одну професійну команду.
- «Сан-Антоніо Сперс» (англ. San Antonio Spurs) є членом в Національній баскетбольній асоціації; грають в Ей-Ті-енд-Ті(AT&T)-центр.

## Економіка

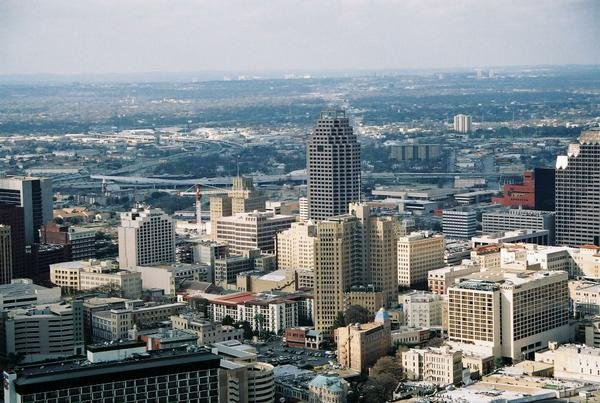
Центр міста Сан-Антоніо

Сан-Антоніо має диверсифіковану економіку з чотирьох основних напрямків: фінансові послуги, уряд, охорона здоров'я та туризм. Розташований на північний захід від центру міста Південний Техаський медичний центр, який являє собою конгломерат різноманітних лікарень, клінік і науково-дослідних (Наприклад: Південно-західний дослідницький інститут) і вищих навчальних закладів.
Місто також є одним із найбільших центрів базування військ армії США. В сфері оборонно-промислового комплексу в Сан-Антоніо працює більше 89 000 чоловік і забезпечує надходження щорічно до міського бюджету більше $5,25 млрд.
Двадцять мільйонів туристів відвідують місто і його визначні пам'ятки кожен рік, що також складає істотний внесок в економіку міста. Центр Генрі Б. Гонсалеса організовує понад 300 виставок в рік з більш ніж 750 000 делегатів зі всього світу. В сфері туризму працюють 94 000 громадян, що забезпечує надходження щорічно до міського бюджету понад $10 млрд.

## Уродженці
- Джоан Кроуфорд (1904—1977) — американська акторка німого й звукового кіно, танцюристка
- Марта Е. Берналь (1931—2001) — американська психологиня та феміністка
- Брюс Макгілл (*1950) — американський актор.

## Міста-побратими Сан-Антоніо
- Лас-Пальмас-де-Гран-Канарія (ісп. Las Palmas de Gran Canaria), Іспанія
- Санта-Круз-де-Тенерифе (ісп. Santa Cruz de Tenerife), Іспанія
- Гаошіунг (кит. 深圳, піньїнь: Gāoxióng), Тайвань
- Кумамото (яп. 熊本市), Японія
- Гвадалахара (ісп. Guadalajara), Мексика
- Монтеррей (ісп. Monterrey), Мексика
- Кванджу (кор. 광주), Південна Корея